# Mala Lahinja
Mala Lahinja – wieś w Słowenii, w gminie Črnomelj. W 2018 roku liczyła 28 mieszkańców.